# Philippe Douste-Blazy

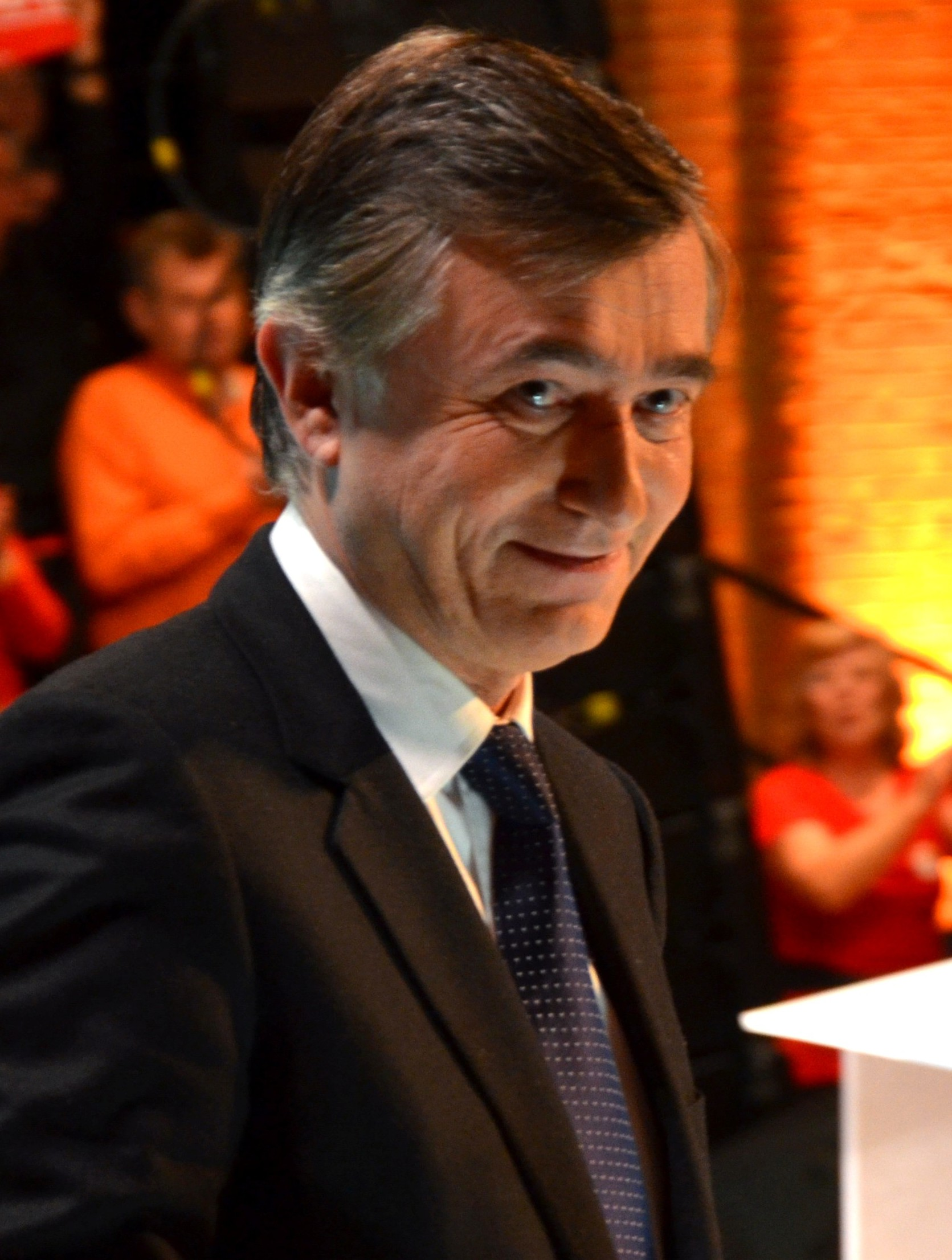
Philippe Douste-Blazy (2012).

Philippe J.G. Douste-Blazy (* 1. Januar 1953 in Lourdes) ist ein französischer Politiker (UDF, UMP). Er war von 1989 bis 2000 Bürgermeister von Lourdes sowie von 2001 bis 2004 Bürgermeister von Toulouse. 1993–95 und erneut 2004–05 war er Gesundheitsminister, 1995–97 Kulturminister. Von Juni 2005 bis Mai 2007 war er Frankreichs Außenminister unter dem Premierminister Dominique de Villepin. Von 2008 bis 2017 war er beigeordneter Generalsekretär der Vereinten Nationen.

## Leben
Philippe Douste-Blazy wurde 1953 als Sohn von Louis Douste-Blazy, einem Professor für Medizin und Mitglied des Akademischen Rates, in Lourdes geboren. 1982 schloss er sein Medizinstudium in Toulouse ab und war danach als Kardiologe in Lourdes und Toulouse tätig. Im Rahmen seiner beruflichen Tätigkeit wurde er Mitglied der Vereinigung der Kardiologen Frankreichs. Im Jahr 1988 übernahm er eine Professur für Medizin in Toulouse; Schwerpunkte waren Epidemiologie, Gesundheitswirtschaft sowie Vorbeugende Maßnahmen (Prävention). Im Jahr 1989 wurde er zum Leiter der Vereinigung zur Erforschung der Cholesterinproblematik gewählt.
Im selben Jahr begann er seine Karriere als Politiker. Als Mitglied des christdemokratischen Centre des démocrates sociaux (CDS), das Bestandteil des bürgerlichen Parteienbündnisses Union pour la démocratie française (UDF) war, wurde er zum Bürgermeister von Lourdes gewählt. Noch im gleichen Jahr gewann er als Kandidat der CDS-nahen Liste Le Centre pour l'Europe einen Sitz im Europaparlament. Dort gehörte er der christdemokratischen EVP-Fraktion an, war Mitglied im Ausschuss für Umweltfragen, Volksgesundheit und Verbraucherschutz und bei der Paritätischen Versammlung des Abkommens zwischen den AKP und EWG.
Bei der Parlamentswahl im März 1993 errang er einen Sitz in der Nationalversammlung, wo er einen Wahlkreis des Départements Hautes-Pyrénées vertrat, in dem Lourdes liegt. Das Mandat im Europaparlament legte er daraufhin nieder. Von 1993 bis 1995 war er beigeordneter Minister für Gesundheit im Cohabitations-Kabinett Balladur. 1994 wählte man ihn zum Mitglied des Generalrates des Départements Hautes-Pyrénées. Im Dezember 1994 wurde er zudem Generalsekretär des CDS unter dem Parteivorsitzenden François Bayrou. Zusätzlich war er von Januar bis Mai 1995 Pressesprecher der französischen Regierung.
Nach der Wahl Jacques Chiracs zum Staatspräsidenten wurde Douste-Blazy im Mai 1995 Minister für Kultur im Kabinett Juppé I und blieb dies (auch in Juppés zweiter Regierung) bis Juni 1997. Im November 1995 fusionierte das CDS mit der kleineren Parti social-démocrate zur Force démocrate. Auch in dieser Partei fungierte Douste-Blazy anschließend als Generalsekretär, während Bayrou Parteivorsitzender blieb. Im Juni 1998 übernahm Douste-Blazy von Bayrou den Fraktionsvorsitz der UDF in der Nationalversammlung, die er bis 2001 führte. Die UDF wandelte sich Ende 1998 von einem losen Parteienbündnis in eine einheitliche Partei um (Nouvelle UDF), die Force démocrate löste sich daraufhin auf.
Als Nachfolger seines Parteikollegen Dominique Baudis wurde Douste-Blazy bei der Kommunalwahl in Toulouse im März 2001 mit 41,6 % im ersten Wahlgang und 55,1 % in der Stichwahl zum Bürgermeister gewählt. Nach einem Wechsel des Wahlbezirks wurde er anschließend – ebenfalls als Nachfolger Baudis’ – zum Abgeordneten des Départements Haute-Garonne in der Nationalversammlung gewählt (bei der regulären Parlamentswahl im folgenden Jahr wiedergewählt). Im Zuge der Präsidentschaftswahl 2002 wechselte Douste-Blazy von der UDF zur von Jacques Chirac initiierten Mitte-rechts-Sammelpartei Union pour un mouvement populaire (UMP) und wurde deren erster Generalsekretär (bis November 2004).

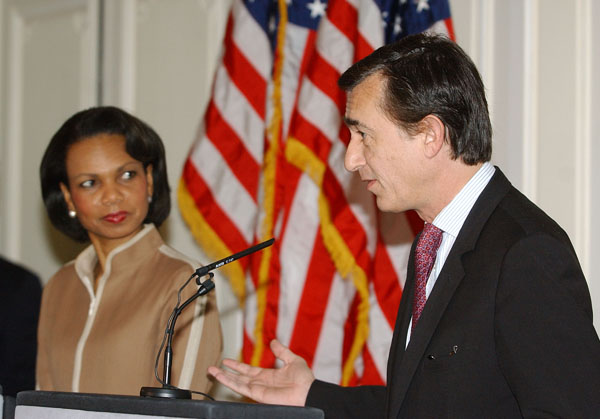
Außenminister Douste-Blazy mit seiner amerikanischen Amtskollegin Condoleezza Rice (2005)

Im März 2004 wurde er Minister für Solidarität, Gesundheit und Familie im Kabinett Raffarin III. Das Bürgermeisteramt in Toulouse gab er dafür auf, er blieb aber noch bis 2008 Präsident des Gemeindeverbands Groß-Toulouse. 

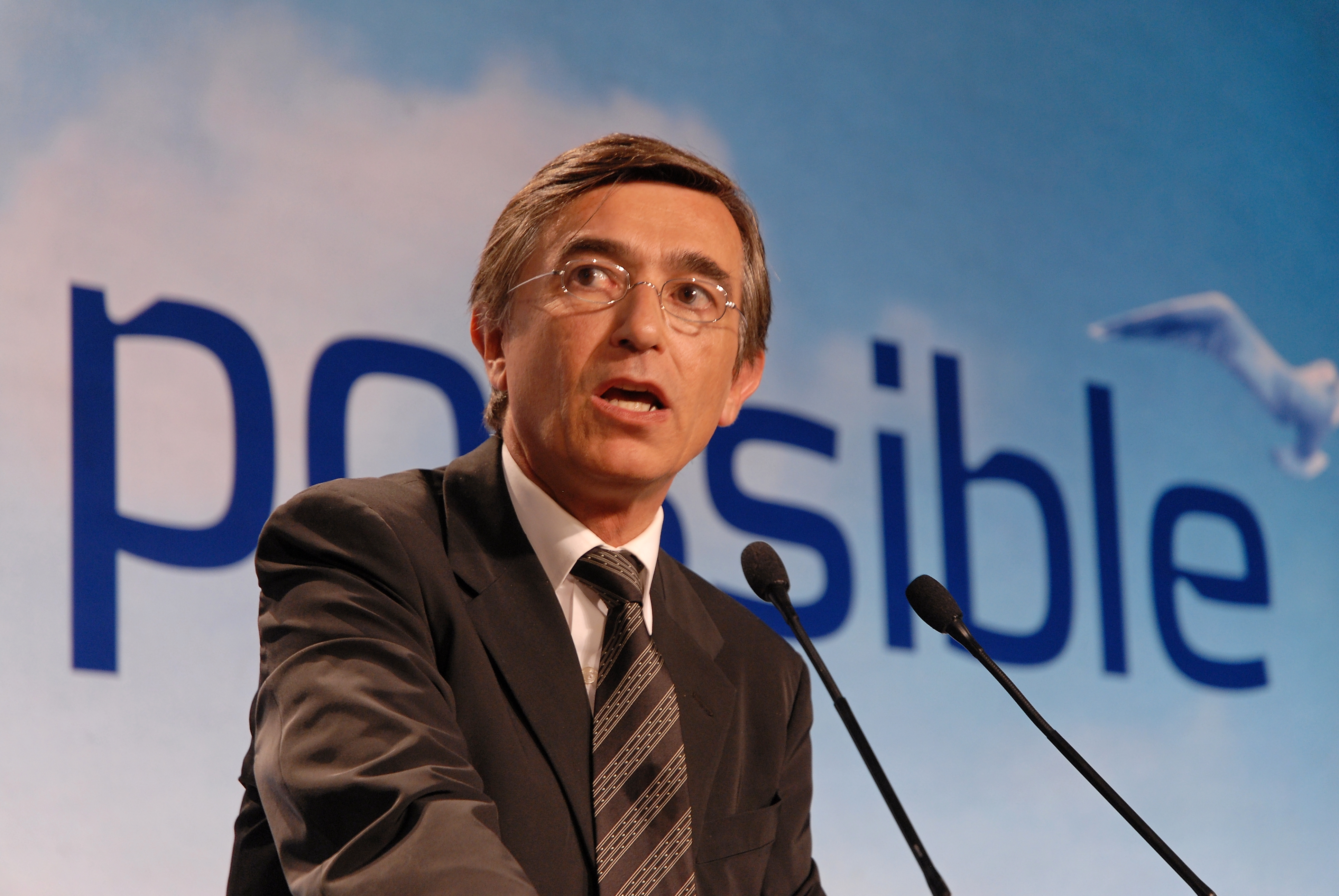
Douste-Blazy im Wahlkampf 2007

Vom 2. Juni 2005 bis zum 18. Mai 2007 war Philippe Douste-Blazy Außenminister in der Regierung von Dominique de Villepin. Er wurde von Karrierediplomaten seines Ministeriums und in Presseberichten für sein zuweilen undiplomatisches Auftreten und mangelnde Durchdringung der außenpolitischen Materie kritisiert und wegen Wissenslücken in Geographie und Geschichte sowie fehlenden Fremdsprachenkenntnissen verspottet. 
So berichtete das französische Satiremagazin Le Canard enchaîné im September 2005, dass er bei einem Besuch des Holocaust-Museums Yad Vashem in Jerusalem gefragt habe, ob britische Juden denn nicht auch ermordet worden seien. Als ihn seine US-amerikanischen Amtskollegin Condoleezza Rice an einem Freitag anrufen ließ, während er sich in seinem Wahlkreis aufhielt und weder einen Übersetzer noch einen diplomatischen Berater zur Seite hatte, musste er das Gespräch auf die Folgewoche verschieben, weil er selbst kein Englisch sprach und inhaltlich nicht vorbereitet war. In Gesprächen soll er Taiwan mit Thailand und Kosovo mit Kroatien verwechselt haben. Solche Vorkommnisse trugen ihm in Diplomatenkreisen Spitznamen wie „Mister Bluff“, „Mickey d’Orsay“ und „Douste-Blabla“ ein. Zudem wurde kolportiert, dass Douste-Blazy während eines Aufenthalts in einem Luxushotel in Marrakesch bei einem nächtlichen Streit mit seiner Begleiterin die Zimmereinrichtung schwer beschädigt habe, was er jedoch als „völlig falsches und zutiefst verletzendes Gerücht“ dementierte.
Vom Februar 2008 an war Douste-Blazy neun Jahre lang einer der beigeordneten Generalsekretäre der Vereinten Nationen.

## Ehrungen (Auswahl)
- 1995: Ordre des Arts et des Lettres (Komtur)[4]
- 2010: Ritter der Ehrenlegion[5]
- 2014: Norwegischer Verdienstorden (Komtur)[6]

## Werke
- Pour sauver nos retraites. Plon, Paris 1998, ISBN 2-259-18958-X
- Le profit partargé et si l'état possible… . Plon, Paris 2000, ISBN 2-259-18957-1
- La ville à bout de souffle. Pollution urbaine et santé publique. Plon, Paris 2000, ISBN 2-259-19305-6